# 専修大学附属高等学校

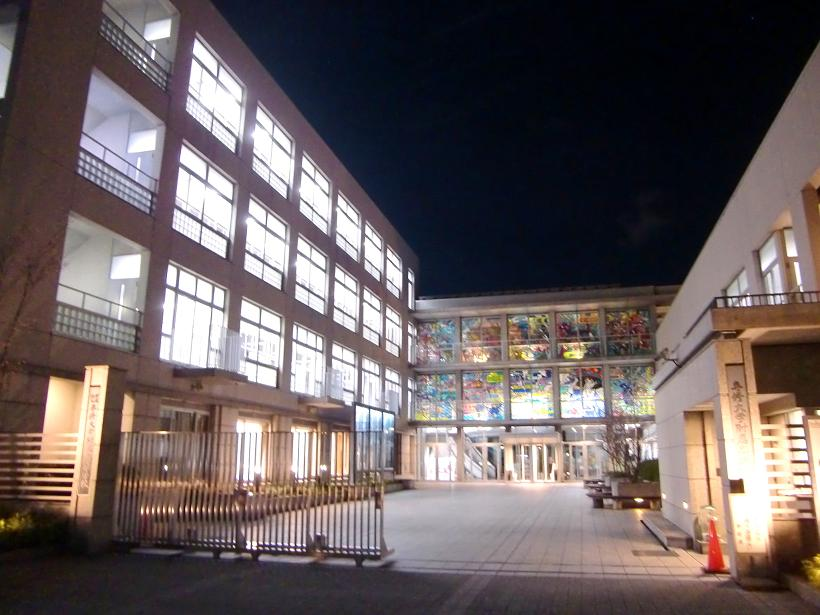
夜景

専修大学附属高等学校（せんしゅうだいがくふぞくこうとうがっこう）は、東京都杉並区和泉四丁目にある私立高等学校。通称は「専大附属」（せんだいふぞく）または「専大附」（せんだいふ）。

## 概要
元は私立の男子校であり、1994年の男女共学化以降も男子の身なりや礼儀に対する指導が厳しく行われている。
校名に「附属」の名称が入り、専修大学（学校法人専修大学）から「付属校」扱いされているが、本校は「学校法人専修大学附属高等学校」による運営となっており「系属」関係にある（ただし、学校法人専修大学の理事長や理事らが学校法人専修大学附属高等学校の理事長や理事と兼任していたことなどはある）。
卒業生の約9割は専修大学へと進学する（本校は他の「付属校」とは異なり、付属推薦入試枠による進学）。なお、石巻専修大学（宮城県石巻市）への進学も可能である。
「専修大学京王高等学校」時代は、第一部（全日制課程）のほかに第二部（夜間定時制課程）があり、普通課程（普通科）のほかに商業課程（商業科）もあった。2019年現在は、普通科・全日制のみとなっている。なお、1994年度から男子のみより男女共学化されたが、「専修大学京王高等学校」時代には、第一部の普通科は男子のみであったが、商業科は性別に入学定員を設けて生徒募集を行っていたことがある。また、第二部は商業課程で、性別による定員のない男女共学であった。ちなみに、かつてあった中学校は男子のみであった。
入学試験の会場として専修大学の神田キャンパスの校舎を使ったことがある。

## 沿革
- 1915年（大正4年）4月 - 実業家の小池茂実（小池茂實）が、現・東京都新宿区山吹町に私塾商工学舎創設。
- 1924年（大正13年） - 小池茂実が、豊多摩郡和田堀之内村（現・杉並区）に中央女学校（現・渋谷教育学園渋谷中学校・高等学校）を開設。
- 1925年（大正14年）1月 - 商工学舎を早稲田商業学校に改称。
- 1929年（昭和4年）5月 - 早稲田商業学校の姉妹校として、実業学校令による財団法人京王商業学校と京王商業学校を東京都杉並区和泉町の現校地に開設。
- 1932年（昭和7年）6月 - 早稲田商業学校を財団法人努力学園に改組、校名を帝国商業学校に改名。
- 1933年（昭和8年） - 中央女学校が休校。その後、別法人（現・学校法人渋谷教育学園）として歩む。
- 1942年（昭和17年）7月 - 京王商業学校野球部が全国中等学校野球大会に関東代表で出場、一回戦で四国代表の徳島県立商業学校（大会優勝校）に2対1で敗れる。
- 1944年（昭和19年）4月 - 京王商業学校・帝国商業学校ともに戦時特令に基づき工業学校へ転換、京王工業学校・帝国工業学校に校名を改称。
- 1945年（昭和20年）5月 - 戦災により帝国工業学校の校舎が焼失。現・東京都港区、東京都江戸川区の小学校舎を利用し、授業を継続。
- 1946年（昭和21年）4月 - 京王工業学校・帝国工業学校ともに商業学校に再転換、京王商業学校・帝国商業学校に校名を改称。
- 1948年（昭和23年）4月 - 京王商業学校・帝国商業学校を統合、新たに財団法人京王学園を設置、京王幼稚園・京王中学校・京王高等学校（普通科：全日制・定時制）を設置。幼稚園以外は男子のみ。
- 1951年（昭和26年）2月 - 私立学校法の施行により、財団法人を学校法人京王学園に改組。
- 1952年（昭和27年）4月 - 京王高等学校の全日制に商業科（男女共学）を設置、定時制の普通科を商業科に改編。
- 1954年（昭和29年）4月 - 京王中学校の生徒募集を休止。
- 1955年（昭和30年）2月 - 専修大学と提携、校名を専修大学附属京王中学校・高等学校に改称。
- 1957年（昭和32年）
  - 3月 - 専修大学附属京王高等学校の定時制を廃止、全日制のみとなる。
  - 4月 - 専修大学附属京王高等学校商業科女子部の生徒募集を停止。
- 1959年（昭和34年） - 創立30周年記念式典を挙行。
- 1961年（昭和36年）4月 - 専修大学附属京王中学校の生徒募集を再開。
- 1963年（昭和38年）8月 - 岩手県花巻市に大学用地を買収。
- 1965年（昭和40年）
  - 1月 - 学校法人京王学園・奥州大学（現・富士大学）設置認可。
  - 4月 - 奥州大学開学。
- 1967年（昭和42年）7月 - 奥州大学に文部大臣委嘱図書館司書・司書補講習を開講。
- 1969年（昭和44年）
  - 4月 - 専修大学附属京王中学校を廃止。
  - 10月 - 法人名と校名を専修大学附属高等学校に改称。
  - 11月 - 奥州大学が学校法人奥州大学を設立して学校法人専修大学附属高等学校から分離・独立。
- 1979年（昭和54年）5月 - 創立50周年記念式典を挙行、記念校歌（いずみたく作曲、山上路夫作詞）を披露、記念事業として「専修大学附属高等学校50周年誌」を刊行。
- 1980年（昭和55年）11月 - 創立50周年記念事業として「梅田記念館」（図書館・食堂併設）が竣工。
- 1984年（昭和59年） - 創立55周年記念式典を挙行。
- 1989年（平成元年）5月 - 創立60周年記念式典を挙行、記念事業として全館冷暖房設備を設置。
- 1994年（平成6年）4月 - 男女共学化。
- 1996年（平成8年）9月 - 韓国の檀國大學校師範大學附属中・高等學校と姉妹校を締結。
- 1999年（平成11年）5月 - 創立70周年記念式典を挙行、記念事業として「創立70周年記念史誌」を刊行。
- 2002年（平成14年）9月 - アメリカ・ペンシルバニア州のシーリンスグローブエリア高等学校と姉妹校を締結。
- 2003年（平成15年） - 新校舎建設に伴い、仮校舎（北新宿校舎・西新宿校舎）に一時移転。
- 2004年（平成16年）
  - 4月 - 男子生徒用の制服変更。
  - 10月 - 創立80周年記念事業として新校舎完成。
- 2005年（平成17年）4月 - 女子生徒用の制服変更。
- 2008年（平成20年）9月 - 創立80周年記念事業として人工芝グラウンド完成。
- 2009年（平成21年）5月 - 創立80周年記念式典を挙行。
- 2016年（平成28年）9月 - 本校舎と近接する旧・杉並区立新泉小学校跡地に新泉校舎が竣工。
- 2019年（令和元年）5月 - 創立90周年記念式典を挙行。

## クラブ活動
- ラグビー部は、専大京王時代の第38回大会に初出場でベスト8以来、第41回大会・第43回大会・第46回大会のいずれも準優勝と、全国高校ラグビー大会強豪だった時代がある東京の古豪チームである。

スポーツ系
- サッカー部
- 卓球部
- 剣道部
- ゴルフ部
- 野球部
- 空手道部
- 柔道部
- 陸上部
- 男子ソフトテニス部
- 女子ソフトテニス部
- ハンドボール部
- ダンス部
- ラグビー部
- チアリーディング部
- 男子バスケットボール部
- 女子バスケットボール部
- 男子バレーボール部
- 女子バレーボール部

文化系
- 図書文芸部
- 演劇部
- 放送部
- 華道部
- 美術部
- グローバルコミュニケーションクラブ
- 吹奏楽部
- 合唱部
- 料理部
- ワンダーフォーゲル部
- 生徒会執行部

同好会
- 歴史社会研究部
- 軽音楽同好会

## 出来事

### 女子バレーボール部死亡事故
2003年7月28日、新潟県魚沼市での女子バレーボール部夏期合宿にて、女子生徒（当時1年生）が、練習試合中にネットにぶつかり転倒し、後頭部を強打した。その後、女子生徒は翌29日の午後3時40分頃、練習中に意識不明となり、顧問が午後4時頃に救急通報、午後4時30分に新潟県立病院へ搬送されるも、同月31日に外傷にもとづく急性硬膜下血腫・脳腫脹で死亡した。 
2007年12月、顧問の2教諭が業務上過失致死の疑いで書類送検され、2008年7月、不起訴となった。
2006年7月25日、被害者遺族は損害賠償を請求する訴訟を起こした。2009年6月30日に東京地裁で和解が成立。和解内容の主な点は次の通り。
- 同種の事故を防ぐため、医師や遺族を含めた「体育安全対策委員会」を設置、女生徒の両親が委員として参加する。
- 女生徒の名前を冠した球技大会を毎年開催する。
- 学校側が両親に一定額を支払う。
- 顧問の2教諭を2009年7月1日から1年間バレーボール部の顧問から外すと共にバレーボール部に関与しない[1]。
- 部活動中は地位の低い新人部員でも、体調不良を訴えやすい環境にする[2]。

その後、同高では「恵杯大会」が開催され、創設趣旨の説明と黙祷が行われている。

## 著名な出身者
- 榎本茂 - 元プロ野球選手
- 清水喜一郎 - 元プロ野球選手
- 貫井丞治 - 元プロ野球選手
- 大竹憲治 - 元プロ野球選手
- 大輪弘之 - 高校野球指導者
- 安藤昇 - 元安藤組、俳優
- 大沢たかお - 俳優
- 二瓶正也 - 俳優
- 柳家小きん (11代目) - 落語家
- 東貴博 - タレント
- ジェリー藤尾 - タレント
- 井上奈々子 - 声優
- 小杉理宇造 - 音楽プロデューサー
- 野沢道生 - 美容師
- しなこ - 歌手
- ダイアモンド☆ユカイ - 歌手
- 土佐有輝 - お笑い芸人（土佐兄弟）
- 中嶋博幸 - あきる野市長（中退）[4][5][6]

## 交通
- 代田橋駅（京王線）下車、徒歩10分
- 方南町駅（東京メトロ丸ノ内線）下車、徒歩10分
- 永福町駅（京王井の頭線）下車、徒歩20分
- 都営バス　以下の路線で、「釜寺」下車、徒歩5分
  - 宿91
  - 渋66